# Capsula articolare
La capsula articolare è un manicotto di tessuto connettivo denso, il quale s'inserisce circondando le superfici articolari ossee in connessione, rivestendo interamente l'articolazione.
È presente soltanto nelle articolazioni dette diartrosi, ovvero le articolazioni mobili.

## Anatomia
La capsula articolare è una struttura fibrosa e resistente che protegge e mantiene in sito tutto il complesso articolare; infatti le estremità ossee (superfici articolari) sono tenute vicine, ma non unite.
La capsula articolare è divisa in tre strati:
- Strato esterno, che costituisce la capsula fibrosa, in diretto collegamento con il periostio.
- Strato intermedio, di natura adiposa, che funge da isolante termico e protegge le articolazioni da lesioni dovute alla temperatura esterna.
- Strato interno, che corrisponde alla membrana sinoviale, che concorre a delimitare la cavità articolare riempiendola di liquido sinoviale.